# Patinage de vitesse sur piste courte aux Jeux olympiques de 2018 - 1 500 mètres femmes
Navigation
Sotchi 2014 Pékin 2022
L'épreuve féminine de 1 500 mètres de patinage de vitesse sur piste courte ou short-track a eu lieu le 17 février 2018 aux JO d'hiver de Pyeongchang. La finale a été lancée à 19 h locale.

## Médaillées
| Or                            | Argent           | Bronze              |
| Choi Min-jeong (Corée du Sud) | Li Jinyu (Chine) | Kim Boutin (Canada) |

## Résultats

### Série
Q – qualifiée
ADV – repêchée
PEN – pénalité
YC – carton jaune
| Rang | Série | Athlète               | Nationalité        | Temps          | Notes |
| ---- | ----- | --------------------- | ------------------ | -------------- | ----- |
| 1    | 1     | Arianna Fontana       | Italie             | 2 min 28 s 494 | Q     |
| 2    | 1     | Jorien ter Mors       | Pays-Bas           | 2 min 28 s 587 | Q     |
| 3    | 1     | Sumire Kikuchi        | Japon              | 2 min 29 s 665 | Q     |
| 4    | 1     | Kim Iong-a            | Kazakhstan         | 2 min 29 s 875 |       |
| 5    | 1     | Shim Suk-hee          | Corée du Sud       | 2 min 39 s 984 |       |
| —    | 1     | Sára Bácskai          | Hongrie            |                | PEN   |
| 1    | 2     | Han Yutong            | Chine              | 2 min 31 s 158 | Q     |
| 2    | 2     | Marianne St-Gelais    | Canada             | 2 min 31 s 274 | Q     |
| 3    | 2     | Martina Valcepina     | Italie             | 2 min 31 s 370 | Q     |
| 4    | 2     | Kathryn Thomson       | Grande-Bretagne    | 2 min 32 s 891 |       |
| 5    | 2     | Anna Seidel           | Allemagne          | 2 min 56 s 976 | ADV   |
| —    | 2     | Jessica Kooreman      | États-Unis         |                | PEN   |
| 1    | 3     | Suzanne Schulting     | Pays-Bas           | 2 min 27 s 730 | Q     |
| 2    | 3     | Deanna Lockett        | Australie          | 2 min 28 s 996 | Q     |
| 3    | 3     | Charlotte Gilmartin   | Grande-Bretagne    | 2 min 29 s 005 | Q     |
| 4    | 3     | Michaela Sejpalová    | République tchèque | 2 min 30 s 012 |       |
| 5    | 3     | Cheyenne Goh          | Singapour          | 2 min 36 s 971 |       |
| —    | 3     | Ekaterina Efremenkova | Russie (OAR)       |                | PEN   |
| 1    | 4     | Kim A-lang            | Corée du Sud       | 2 min 20 s 891 | Q     |
| 2    | 4     | Kim Boutin            | Canada             | 2 min 21 s 149 | Q     |
| 3    | 4     | Véronique Pierron     | France             | 2 min 22 s 119 | Q     |
| 4    | 4     | Magdalena Warakomska  | Pologne            | 2 min 23 s 693 |       |
| —    | 4     | Anastassiya Krestova  | Kazakhstan         |                | PEN   |
| —    | 4     | Yuki Kikuchi          | Japon              |                | PEN   |
| 1    | 5     | Elise Christie        | Grande-Bretagne    | 2 min 29 s 316 | Q     |
| 2    | 5     | Zhou Yang             | Chine              | 2 min 29 s 587 | Q     |
| 3    | 5     | Valérie Maltais       | Canada             | 2 min 29 s 877 | Q     |
| 4    | 5     | Tifany Huot-Marchand  | France             | 2 min 29 s 996 |       |
| 5    | 5     | Bianca Walter         | Allemagne          | 2 min 30 s 819 |       |
| 6    | 5     | Maame Biney           | États-Unis         | 2 min 31 s 819 |       |
| 1    | 6     | Choi Min-jeong        | Corée du Sud       | 2 min 24 s 595 | Q     |
| 2    | 6     | Petra Jászapáti       | Hongrie            | 2 min 25 s 022 | Q     |
| 3    | 6     | Li Jinyu              | Chine              | 2 min 25 s 034 | Q     |
| 4    | 6     | Sofia Prosvirnova     | Russie (OAR)       | 2 min 25 s 553 |       |
| 5    | 6     | Lana Gehring          | États-Unis         | 2 min 27 s 336 |       |
| 6    | 6     | Shione Kaminaga       | Japon              | 2 min 28 s 719 |       |

### Demi-finales
QA – qualifiée pour la finale A
QA – qualifiée pour la finale B
ADV – repêchée
PEN – pénalité
YC – carton jaune
| Rang | Série | Athlète             | Nationalité     | Temps          | Notes |
| ---- | ----- | ------------------- | --------------- | -------------- | ----- |
| 1    | 1     | Kim A-lang          | Corée du Sud    | 2 min 22 s 691 | QA    |
| 2    | 1     | Kim Boutin          | Canada          | 2 min 22 s 799 | QA    |
| 3    | 1     | Han Yutong          | Chine           | 2 min 22 s 826 | QB    |
| 4    | 1     | Martina Valcepina   | Italie          | 2 min 24 s 171 | QB    |
| 5    | 1     | Veronique Pierron   | France          | 2 min 28 s 023 |       |
| 6    | 1     | Anna Seidel         | Allemagne       | 3 min 00 s 658 |       |
| —    | 1     | Marianne St-Gelais  | Canada          |                | PEN   |
| 1    | 2     | Jorien ter Mors     | Pays-Bas        | 2 min 34 s 385 | QA    |
| 2    | 2     | Arianna Fontana     | Italie          | 2 min 34 s 489 | QA    |
| 3    | 2     | Sumire Kikuchi      | Japon           | 2 min 34 s 526 | QB    |
| 4    | 2     | Suzanne Schulting   | Pays-Bas        | 2 min 34 s 632 | QB    |
| 5    | 2     | Charlotte Gilmartin | Grande-Bretagne | 3 min 00 s 691 |       |
| 6    | 2     | Deanna Lockett      | Australie       | 3 min 01 s 928 |       |
| 1    | 3     | Choi Min-jeong      | Corée du Sud    | 2 min 22 s 295 | QA    |
| 2    | 3     | Petra Jászapáti     | Hongrie         | 2 min 23 s 210 | QA    |
| 3    | 3     | Zhou Yang           | Chine           | 2 min 23 s 485 | Q     |
| 4    | 3     | Li Jinyu            | Chine           | 2 min 33 s 005 | ADVA  |
| —    | 3     | Valérie Maltais     | Canada          |                | PEN   |
| —    | 3     | Elise Christie      | Grande-Bretagne |                | PEN   |

### Finale B
| Rang | Athlète           | Nationalité | Temps          | Notes |
| ---- | ----------------- | ----------- | -------------- | ----- |
| 8    | Zhou Yang         | Chine       | 2 min 35 s 241 |       |
| 9    | Han Yutong        | Chine       | 2 min 36 s 548 |       |
| 10   | Suzanne Schulting | Pays-Bas    | 2 min 37 s 163 |       |
| 11   | Sumire Kikuchi    | Japon       | 2 min 54 s 450 |       |
| —    | Martina Valcepina | Italie      |                | PEN   |

### Finale A
| Rang                                | Athlète         | Nationalité  | Temps          | Notes |
| ----------------------------------- | --------------- | ------------ | -------------- | ----- |
| Médaille d'or, Jeux olympiques      | Choi Min-jeong  | Corée du Sud | 2 min 24 s 948 |       |
| Médaille d'argent, Jeux olympiques  | Li Jinyu        | Chine        | 2 min 25 s 703 |       |
| Médaille de bronze, Jeux olympiques | Kim Boutin      | Canada       | 2 min 25 s 834 |       |
| 4                                   | Kim Alang       | Corée du Sud | 2 min 25 s 941 |       |
| 5                                   | Jorien ter Mors | Pays-Bas     | 2 min 25 s 955 |       |
| 6                                   | Petra Jászapáti | Hongrie      | 2 min 26 s 138 |       |
| 7                                   | Arianna Fontana | Italie       | 2 min 27 s 475 |       |